# Herenio Modestino
Herenio Modestino  fue un jurista romano posclásico del siglo III.

## Vida
Discípulo probablemente de Ulpiano, junto con Paulo, desempeñó altos cargos en la administración romana. Entre los años 226 y 244 fue praefectus vigilum en Roma. Desarrolló su actividad como jurista en parte ya en tiempo de Maximino, de Gordiano III, y puede que incluso de Filipo el Árabe. Los juristas de esta época aunque no pertenecieron a ninguna escuela, eran llamados tardoclásicos o severianos por vivir en época de estos emperadores. Modestino suele ser considerado como el último jurista clásico; debió ser el último que tuvo el ius respondedi ex autoritas principis.
Tuvo estrechas relaciones con el mundo helenístico: escribió parte de sus obras en griego (por ejemplo, De excusationibus en 6 libros) y muestra una fuerte tendencia a sistematizar el pensamiento jurídico en forma dogmática; falto de originalidad, escribió en griego y en latín en la forma simple y clara que preferían los maestros, aunque postclásicos. Escribió obras elementales destinadas a la enseñanza, unas Reglas en diez libros.
Posteriormente se dice que no solo pueden alegar estos cinco autores, sino también a todos los que estos cinco aleguen en sus obras, siempre que se exhiba un original de la obra del autor alegado.
Aunque quizá de origen griego, es posible que Herenio Modestino proviniera de una familia profundamente romanizada, como indica su nombre; estuvo muy ligado al mundo griego y no es imposible que su lengua madre fuera la de Homero, como parece poder deducirse de sus Excusationes, escritas en esta lengua en Roma y con los juristas de la capital, en particular con Ulpiano, quien se refiere a Modestino como su discípulo. 
Es posible que desempeñara el cargo de magister libellorum en la época de Alejandro Severo, entre los años 222 y 228, y que su huella haya quedado en algunos rescriptos. Fue prefecto de los vigiles del 230 al 240. En esta época y quizá entre los años 237 y 238 fue preceptor de Maximino el Joven, hijo del emperador Maximino el Tracio.

## Obras
Las obras más significativas de su vasta producción se sitúan después de la muerte de Antonino Caracalla y tras la experiencia administrativa en el ambiente provincial. Los escritos que precedieron a estos son monografías de contenido muy limitado; las más importantes son tratados sistemáticos más ambiciosos, manuales de contenido más amplio que se refieren a asuntos esenciales del derecho privado, del derecho administrativo o del derecho penal y que reflejan problemáticas bastante complejas determinadas en gran medida por las relaciones que tenía con el ambiente provincial del cual absorbió elementos no despreciables.
La monografía sobre Las excusas, de Modestino, es la única monografía clásica escrita en lengua griega; por otra parte, en toda su obra recurre a casos prácticos expuestos en esta lengua, ligados, naturalmente, a los intereses de los griegos en las provincias orientales. El contacto con el ambiente provincial proporcionó al jurista nuevas perspectivas y le permitió recopilar las transformaciones en aquellos años, entre ellas, la derivada de la constitutio Antoniniana que hacía necesaria, entre otras cosas, la existencia de tratados de derecho romano en lengua griega. 
No se está muy lejos de la realidad si se piensa que la obra entera de Modestino refleja los problemas resueltos en la teoría y en la práctica jurídica de las decisiones de Antonino Caracalla. El sentido de sus obras más significativas puede rastrearse en la relación que tuvieron con este advenimiento. Differentiae, Regulae, Pandectae, Libri de Poenis, en todas ellas prevalece la exigencia de garantizar una facilidad de comunicación de los contenidos culturales, no siempre presente en la literatura severiana, para asegurar una rápida difusión del derecho romano en las provincias, que podía realizarse sólo a través de obras que expusieran de manera elemental y accesible conceptos jurídicos completamente extraños a aquellos ambientes.
Modestino formó parte del consilium principis de Gordiano e influyó notablemente en la legislación. La prueba de esta presencia, confirmada por la actividad que el jurista desarrolló en Roma, se resume, en primer lugar, por elementos formales de afinidad de lenguaje, existentes entre las obras del jurisconsulto y bastantes de las constituciones.
De especial interés es la obra de Modestino, De excusationibus, escrita en griego. Poseemos un gran número de fragmentos en el Digesto de la misma (una rareza en la literatura de los juristas que nos ha sido legada) del comienzo de la obra. No se puede dudar que Modestino fue el escritor de De excusationibus.
Ulpiano, pese a su agitada vida política, desplegó también su actividad como profesor de derecho, y discípulo suyo fue el que también había de ocupar un puesto destacado entre los jurisconsultos romanos, Modestino, como lo acredita el texto del Digesto en el que Ulpiano lo llama studiosus meus.
A quien Modestino, si no ya llegaba a venerar, sí admiraba y guardaba un gran respeto era a Paulo. Y, aunque su maestro inmediato fuese Ulpiano (quien en sus obras nunca cita a Paulo), Modestino no parece haber heredado la distancia, la rivalidad y la frialdad de su maestro para con Paulo, a quien cita casi el mismo número de veces que a su maestro en varios fragmentos, con veneración en algunos de ellos.
Es muy importante ver las remisiones expresas y tácitas que Modestino hace a los Antoninos y compararlas con las remisiones expresas y tácitas que hace Filipo a los Antoninos. Esto es muy importante, porque es una huella más de Modestino en la cancillería de Filipo. A tener en cuenta si esas remisiones son más propias de los primeros años que de los últimos. De ser así, ello podría significar que Modestino dejó de pertenecer a la cancillería imperial en los últimos años (tal vez porque murió); de no ser así, ello podría significar que estaba vivo en los últimos años de Filipo. 
Modestino destaca por preocuparse por los militares, por las mujeres y por la tutela. Esta última preocupación se observa en las Constitutiones de Filipo relacionadas con las obras de Modestino. Como por ejemplo, las relacionadas con la tutela; las relacionadas con los fideicomisos; con las manumisiones; con las penas; y con respuestas concretas en sus obras casuísticas o con las preocupaciones teóricas de sus obras teóricas.
Entre sus obras podemos destacar:
- Ad Quintum Mucium
- Pandectarum, 12
- Responsorum, 19
- Regularum, 10
- Differentiarum, 9
- De praescriptionibus, 4
- De ritu nuptiarum, 1
- Excusationum, 6
- De manumissionibus, 1
- De legatis et fideicommissis, 1
- De heurematicis, 1
- De inofficioso testamento, 1
- De differentia dotis, 1
- De testamentis, 1

En 450, Teodosio II y Valentiniano III promulgaron la Tercera Ley de Citas en la que se dice que en los tribunales sólo se pueden alegar a cinco autores: Papiniano, Paulo, Ulpiano, Modestino y Gayo. Pero estas alegaciones se deben hacer de un modo determinado:
- Se puede alegar la opinión de la mayoría.
- En caso de igual número de alegaciones, prevalece la opinión de Papiniano.
- En caso de empate sin nombrar a Papiniano, el juez decide qué opinión prefiere.